# Corymbia ferriticola
Corymbia ferriticola là một loài thực vật có hoa trong Họ Đào kim nương. Loài này được (Brooker & Edgecombe) K.D.Hill & L.A.S.Johnson mô tả khoa học đầu tiên năm 1995.